# 冒牌鍊金術師
《冒牌鍊金術師》是《我的妻子不具感情》的作者杉浦次郎原著、由うめ丸繪製的異世界煉金術師题材漫畫作品，於ComicWalker連載。本作於2022年下一部人氣漫畫大賞的網絡漫畫類別中得獎，排名12。

## 登場人物

### 主要人物
帕拉塞爾蘇斯
本作主角，轉生者、煉金術士。為了更有效率地進行煉金而去購買奴隸，但在看見女精靈的慘狀後便一次購買兩個奴隸，也在此時得知奴隸勞動需要賦予工資而感到驚訝。
諾拉·佩塔
帕拉塞爾蘇斯購買的女性奴隸，真實身分為咒術師。
可哥
雙眼失明、四肢殘缺的女精靈。
阿琉斯
賦予轉生者們技能的老頭。

## 出版書籍

### 漫畫
| 卷數 | MF Comics     | MF Comics              | 台灣角川     | 台灣角川               |
| 卷數 | 發售日期      | ISBN                   | 發售日期     | ISBN                   |
| ---- | ------------- | ---------------------- | ------------ | ---------------------- |
| 1    | 2024年1月23日 | ISBN 978-4-046-82813-2 | 2025年1月9日 | ISBN 978-6-264-15140-5 |
| 2    | 2024年2月22日 | ISBN 978-4-046-83043-2 |              |                        |
| 3    | 2024年9月21日 | ISBN 978-4-046-83924-4 |              |                        |

## 外部連結
- ComicWalker （页面存档备份，存于）（日語）